# Rối loạn chuyển hóa lipid
Rối loạn chuyển hóa lipid thường gặp là tình trạng rối loạn lipid máu, trong đó tăng lipid máu là thường gặp nhất, còn giảm lipid máu ít gặp và cũng ít nghiêm trọng hơn.

## Tăng lipid máu

### Định nghĩa
Tăng lipid máu là tình trạng tăng triglycerid và/hoặc cholesterol trong máu cao hơn so với quy định. Thông thường,ngưỡng lipid máu vào khoảng 600 mg%-800 mg%.

### Nguyên nhân
Các nguyên nhân dẫn đến tăng lipid máu thường gặp gồm:

#### Tăng cung cấp
Do ăn uống thực phẩm chứa nhiều lipid: lượng lipid không tăng lên ngay sau bữa ăn giống như glucid mà thường cách bữa ăn khoảng 2 giờ. Lượng lipid tăng cao nhất sau khoảng 5-6 giờ và chỉ trở về bình thường sau 8-9 giờ. Do đó, các xét nghiệm bộ mỡ máu thường tiến hành sáng sớm khi bệnh nhân chưa ăn gì.

#### Tăng huy động
Trong các trường hợp sinh lý hay bệnh lý, nhu cầu về lipid của cơ thể tăng lên dẫn đến tăng huy động lipid vào máu:

-Các bệnh có nhu cầu năng lượng cao: đói,sốt,u bướu,...

-Đái tháo đường loại 1 và loại 2: cơ thể không sử dụng được glucose để tạo năng lượng

-Ưu năng một số tuyến nội tiết: tuyến yên tiết ACTH,GH; tuyến giáp tiết thyroxin;tuyến thượng thận tiết catecholamin,... Các hormon này làm tăng huy động lipid máu.

-Hội chứng thận hư: lipid được huy động để duy trì áp suất keo trong huyết tương

-Cường thần kinh giao cảm

#### Giảm sử dụng và chuyển hóa
Các bệnh ở gan như xơ gan,gan nhiễm mỡ,vàng da tắc mật làm giảm khả năng sự dụng và chuyển hóa lipid thừa trong máu làm cho nồng độ lipid tăng cao.

#### Do di truyền
Bệnh tăng lipid có yêu tố gia đình ngày càng chiếm tỷ lệ cao và được tập trung nghiên cứu như một hướng phát triển mới trong tương lai để tìm ra cách điều trị. Người ta đã có bằng chứng rõ ràng về các gen quy định sự tăng lipid di truyền này.

### Hậu quả
Tăng lipid máu, nhất là tăng cholesterol gây nguy cơ cao mắc các bệnh về tim mạch như xơ vữa động mạch và tắc huyết khối. Ngoài ra, người có tăng lipid máu còn dễ bị béo phì,tiểu đường, sỏi mật,xơ gan,viêm tụy...

## Rối loạn chuyển hóa cholesterol
Cholesterol là một thành phần của bộ mỡ máu, được vận chuyển từ gan đến các mô nhờ các lipoprotein LDL,HDL,...để cung cấp nguyên liệu tạo acid mật trong dịch mật, các hormon steroid và thoái hóa sinh năng và đào thải ra ngoài. Do đó, ngày nay chỉ số cholesterol trong máu luôn được quan tâm kèm với các chỉ số khác trong xét nghiệm bộ mỡ.

### Tăng cholesterol
-Do ăn uống nhiều thực phẩm dòi dào cholesterol như lòng đỏ trứng,nội tạng động vật,socola,...

-Do giảm đào thải cholesterol:gặp trong trường hợp viêm tắc đường dẫn mật,sỏi đường mật,...

-Do tăng huy động cholesterol, thường tăng cùng với lipid.

-Do thoái hóa chậm: gan ứ glycogen, suy giáp,...

### Hạ cholesterol
Chủ yếu do hội chứng kém hấp thu hoặc tăng đào thải, thường ít gặp và cũng không nghiêm trọng.

## Rối loạn chuyển hóa lipoprotein
Lipoprotein được cấu tạo từ apoprotein, triglycerid,cholesterol và phospholipid. Tùy thuộc vào tỷ lệ phần trăm các thành phần này trong cấu trúc, người ta chia thành các loại:

-HDL(lipoprotein tỷ trọng cao) chứa 50% apoprotein và 50% lipid trong thành phần, làm nhiệm vụ vận chuyển lipid từ các mô về gan.

-LDL(lipoprotein tỷ trọng thấp) chứa 25% apoprotein và 75% lipid (trong đó 45%  là cholesterol) làm nhiệm vụ vận chuyển lipid từ gan tới các mô.

-IDL: dạng chuyển hóa trung gian giữa LDL và VLDL.

-VLDL(lipoprotein tỷ trọng rất thấp) chứa 10% apoprotein và 90% lipid, nhiệm vụ vận chuyển lipid từ gan tới các mô.

-CM(Chylomyron) chứa 2% protein và 98% lipid trong thầnh phần, làm nhiệm vụ vận chuyển lipid ngoại sinh từ ruột tới gan.

-Lipoprotein (a): tương tự LDL, có cấu trúc gần giống với plasminogen.

Người ta thường tiến hành điện di để xác định tỷ lệ từng loại lipoprotein trong máu.

### Nguyên nhân và cơ chế gây bệnh

#### Tăng lipoprotein tiên phát
Do yếu tố di truyền được quy định bởi các gen và được chia ra thành sáu loại:

- Tập tin:Rối loạn chuyển hóa lipid.jpeg

#### Giảm lipoprotein tiên phát
Rất hiếm gặp, như trong bệnh Tangier hay một số thiếu hụt protein do di truyền.

#### Rối loạn lipoprotein thứ phát
Tăng lipoprotein thứ phát sau một số bệnh lý như đái tháo đường, xơ gan, tắc mật, nghiện rượu,...

## Hội chứng chuyển hóa
Từng được gọi là hội chứng X hay đề kháng insulin, có liên quan chặt chẽ đến nguy cơ mắc béo phì và đái tháo đường.

### Cơ chế và các yếu tố nguy cơ
Ngày nay,cơ chế sinh bệnh vẫn chưa được làm sáng tỏ. Người ta chỉ biết được sự xuất hiện của các chất có tác dụng đề kháng insulin, đặc biệt là trên cơ địa những người béo bụng, có cuộc sống nhàn hạ,ít vận động, thì sự đề kháng càng rõ rệt kéo theo nguy cơ xuất hiện đái tháo đường típ 2 càng cao. Một số yếu tố nguy cơ:

-Người bị béo phì trung tâm.

-Có tăng lipid máu 

-Tăng huyết áp 

-Có tình trạng đề kháng insulin

-Có trình trạng tiền viêm 

-Có tình trạng tiền đông.

## Béo phì
Thừa cân và béo phì là thuật ngữ dùng để đánh giá tình trạng dinh dưỡnng của cơ thể phụ thuộc vào chỉ số BMI hoặc chu vi vòng eo-hông. Thừa cân được định nghĩa là khi cơ thể tăng 10% trọng lượng cơ thể so với mức chuẩn, còn đối với béo phì là 20%. Béo phì được chia thành béo phì trung tâm và béo phì toàn cơ thể. Béo phì trung tâm được đánh giá là nguy hiểm hơn do có liên quan đến nguy cơ bệnh về tim mạch cao hơn.

- Tập tin:Chỉ số BMI.jpeg

### Nguyên nhân

#### Ăn nhiều
Về sinh lý: ảnh hưởng của thói quen cá nhân hay cộng đồng hình thành chế độ ăn giàu năng lượng.

Về bệnh lý: ở hạ đồi não có 2 cặp nhân gồm nhân bụng giữa chi phối cảm giác chán ăn và nhân bụng bên chi phối cảm giác thèm ăn. Sau một tổn thương hay viêm ở não ảnh hưởng đến nhân bụng giữa, người bệnh trở nên háu ăn, ăn liên tục và tăng cân nhanh chóng

#### Giảm huy động
Một chế độ sống nhàn hạ và ít vận động dẫn đến sự tích tụ mỡ lâu dần gây béo phì.

Các tổn thương ở thần kinh giao cảm cũng làm giảm huy động mỡ quanh vùng nà hạch thần kinh đó chi phối, dẫn đến béo phì cục bộ

Một số bệnh lý nội tiết như suy giáp, suy tủy thượng thận,... cũng làm giảm huy động mỡ.

#### Di truyền
95% số case béo phì là không có nguyên nhân và được chẩn đoán là do di truyền. Khoa học đang nghiên cứu sâu hơn về lĩnh vực này.

### Hậu quả
Béo phì giới hạn sự vận động, làm cho người béo phì di chuyển chậm chạp, khó khăn. Béo phì là nguy cơ của hàng loạt bệnh lý về tim mạch, đái tháo đường, gan thận,...

## Gầy
Gầy là tình trạng trọng lượng cơ thể giảm 20% so với mức chuẩn quy định.

### Nguyên nhân và cơ chế
-Do không cung cấp đủ chất dinh dưỡng và năng lượng cần thiết cho cơ thể 

-Do tăng nhu cầu sử dụng trong bệnh,sốt,nhiễm khuẩn kéo dài,... 

-Do rối loạn yếu tố thần kinh và nội tiết: stress, lo lắng, căng thẳng kéo dài; các bệnh lý nội tiết, đái tháo đường,basedow,...

### Hậu quả
Người gầy thường yếu, giảm sức đề kháng do không có đủ chất dinh dưỡng cần thiết, dẫn tới dễ mắc các bệnh nhiễm trùng, bệnh cơ hội; năng lực xã hội và hiệu suất lao động giảm sút, thường xuyên mệt mỏi,xanh xao,...